# Пеячевич, Теодор

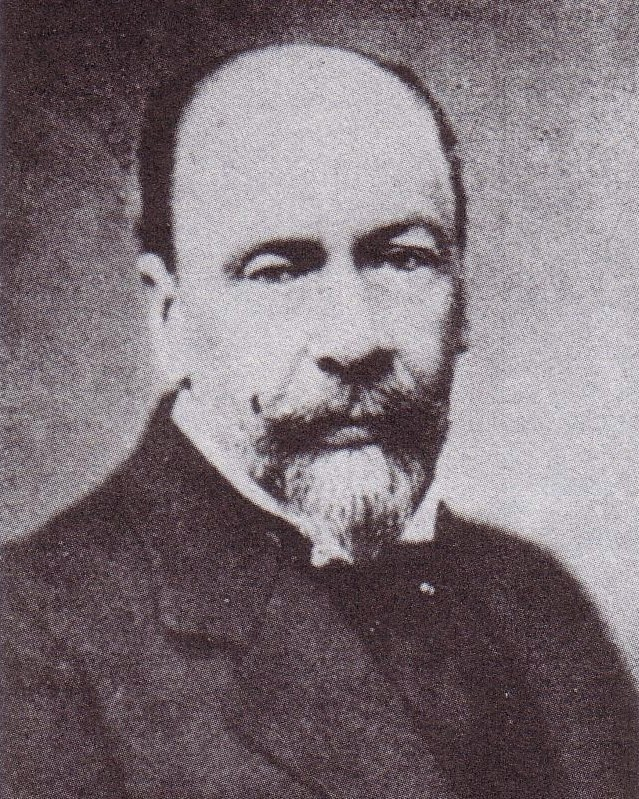
Теодор Пеячевич

Теодор Пея́чевич (хорв. Teodor Pejačević; 1855—1928) — хорватский аристократ, политик и общественный деятель; бан Хорватии в 1903—1907 годах. Представитель знатного старинного хорватского рода графов Пеячевичей.
Теодор Пеячевич был старшим сыном графа Ладислава Пеячевича (1824—1901). Его прадед Карл Фердинанд III был основателем нашицкой ветви рода.
Отец Теодора был баном Хорватии в 1880—1883 годах. После его ухода в отставку ему на смену пришёл сторонник «твёрдой линии» Карой Куэн-Хедервари, который начал проводить в Хорватии политику жёсткой мадьяризации. Сопротивление широких кругов общества привело к тому, что к 1903 году антивенгерские выступления приняли общехорватский характер. При их подавлении была задействована армия, имелись жертвы. С целью умиротворения Хорватии Куэн-Хедервари был перемещен с поста бана на более высокий пост премьер-министра Венгерского королевства, а баном Хорватии стал Теодор Пеячевич.
Важнейшим событием в период пребывания Пеячевича на посту бана стало создание Хорватско-сербской коалиции, объединявшей хорватские политические силы, оппозиционно настроенные по отношению к мадьяризации, и политические партии хорватских сербов. С 1906 года коалиция владела большинством мест в хорватском парламенте (саборе). Пеячевич поддерживал коалицию и по мере сил сопротивлялся мадьяризации. Как и его отец подал в отставку с поста бана в 1907 году после попытки венгерского правительства сделать венгерский единственным официальным языком на железнодорожном транспорте в Хорватии.
Долгое время был жупаном Вировитицы. С 1913 по 1916 год владел портфелем министра по Хорватии, Славонии и Далмации в венгерском правительстве; фактически прекратил исполнять министерские обязанности после начала Первой мировой войны, когда был интернирован французскими властями.
Среди его детей наиболее известна композитор Дора Пеячевич.